# To Víma
 (juillet 2015).
Si vous disposez d'ouvrages ou d'articles de référence ou si vous connaissez des sites web de qualité traitant du thème abordé ici, merci de compléter l'article en donnant les références utiles à sa vérifiabilité et en les liant à la section « Notes et références ».
To Víma (en grec Το Βήμα - La Tribune) est un journal quotidien grec, fondé en 1922 par Dimitris Lambrakis, le père du propriétaire actuel Chrístos Lambrákis qui dirige le groupe Lambrakis Press, propriétaire aussi de Ta Néa.
To Víma paraît tous les jours à partir de 1999, sauf le lundi. Son édition du dimanche , outre des éditorialistes, des scientifiques et professeurs d'université, spécialistes des problèmes traités, ainsi que des hommes politiques. Le 26 novembre 2010, le groupe Lambrakis annonce la fin de la parution quotidienne et un recentrage sur l'édition dominicale, en raison de difficultés financières. Une édition quotidienne en ligne est annoncée pour janvier 2011.
To Víma était considéré comme de centre gauche et proche de l'aile droite du PASOK, comme toutes les publications du groupe Lambrakis Press.
To Víma est également « farouchement anti-Syriza », relève Courrier international. 